# Victoria Ravva
Victoria Ravva, född 31 oktober 1975 i Tbilisi, Sovjetunionen (numera Georgien), är en f.d. volleybollspelare (center). 
På klubbnivå spelade hon med Azərreyl QVK (1989-1993, Vakıfbank SK (1993-1995) och RC Cannes (1995-2015). Med Vakıfbank SK vann hon turkiska cupen 1994-1995 (första säsongen cupen spelades). Med RC Cannes var hon mycket framgångsrik. Hon blev fransk mästare 19 gånger (alla säsonger utom 1997) och vann franska cupen 18 gånger (alla säsonger utom 2002 och 2015). Laget vann också CEV Champions League 2001-2002 och 2002-2003. Individuellt blev hon utsedd till bästa spelare och bästa plockare vid CEV Champions League 2001-2002, 2002-2003 och 2005-2006, dessutom var hon bästa poängvinnare 2001-2002 och 2005-2006. Även i den franska ligan blev hon flera gånger utsedd till bästa spelare eller bästa blockare.
Ravva har på seniornivå representerat både Azerbajdzjan och Frankrike, hon blev fransk medborgare 3 juni 2002. Hon deltog vid VM 1994 med Azerbajdzjan. Hon spelade 16 landskamper med Frankrike.